# Río Cauquenes
Río Cauquenes är ett vattendrag i Chile.   Det ligger i regionen Región del Maule, i den södra delen av landet, 300 km söder om huvudstaden Santiago de Chile.
Omgivningen kring Río Cauquenes består till största delen av jordbruksmark. Området är ganska glesbefolkat, med 24 invånare per kvadratkilometer.